# Dendrophthoe kerrii
Dendrophthoe kerrii är en tvåhjärtbladig växtart som först beskrevs av William Grant Craib, och fick sitt nu gällande namn av B.A. Barlow. Dendrophthoe kerrii ingår i släktet Dendrophthoe och familjen Loranthaceae. Inga underarter finns listade i Catalogue of Life.